# Bertya oblonga
Bertya oblonga là một loài thực vật có hoa trong họ Đại kích. Loài này được Blakely mô tả khoa học đầu tiên năm 1929.